# Dianthus longiglumis
Dianthus longiglumis är en nejlikväxtart som beskrevs av Del. Dianthus longiglumis ingår i släktet nejlikor, och familjen nejlikväxter. Inga underarter finns listade i Catalogue of Life.